# Narzissenschnäpper
Der Narzissenschnäpper (Ficedula narcissina) ist ein kleiner Singvogel aus der Familie der Fliegenschnäpper, der im Fernen Osten Russlands und in Japan verbreitet ist. Im Deutschen wird er manchmal auch als Goldschnäpper bezeichnet.

## Aussehen
Ausgewachsene Exemplare erreichen eine Länge von 13 cm und ein Gewicht von 11 bis 12 Gramm. Bei der Gefiederfarbe besteht ein ausgeprägter Geschlechtsdimorphismus: Das Narzissenschnäpper-Männchen ist sehr bunt und auffällig gefärbt. Krone, Mantel und Schwanz sind schwarz. Adulte Männchen weisen einen gelben Überaugenstreif auf, der sich nach hinten verbreitert. Brust- und Flankengefieder sind hellgelb, die Bauchunterseite ist weiß. Die Kehle weist einen orangen Fleck auf. Die Flügel sind ebenfalls schwarz gefärbt mit weißen Flügelbinden. Der Bürzel ist gelb. Bei einjährigen Männchen sind das Nackengefieder und der Mantel häufig oliv- oder graugrün. Die Weibchen der Art sind dagegen schlicht gefärbt und besitzen ein olivbraunes bis olivgrünes Gefieder mit einem blassen Überaugenstreif. Der Rumpf ist mattgrün bis gelblich grün getönt, der orange Halsfleck und die weiße Flügelbinde des Männchens fehlen. Der Unterbauch der Weibchen ist grauweiß.
Adulte Exemplare besitzen einen blaugrauen, bis ins Schwarze übergehend gefärbten Schnabel, schwarze Augen und blaugraue Füße.

## Verbreitung und Lebensraum
Der Narzissenschnäpper bewohnt schattige Laub- und Mischwälder Nordostasiens sowie immergrüne Wälder im Süden seines Verbreitungsgebietes. Sein Brutgebiet erstreckt sich vom südlichen Sachalin, den Kurilen und dem Ussurigebiet im Fernen Osten Russlands über die japanischen Hauptinseln Hokkaidō und Honshū bis nach Südkyūshū. Gelegentlich ist die Art auch in Südkorea und Taiwan anzutreffen. Die Überwinterungsgebiete liegen auf Borneo. Während des Zuges hält sich der Narzissenschnäpper auch in städtischen Parkanlagen auf.

## Verhalten

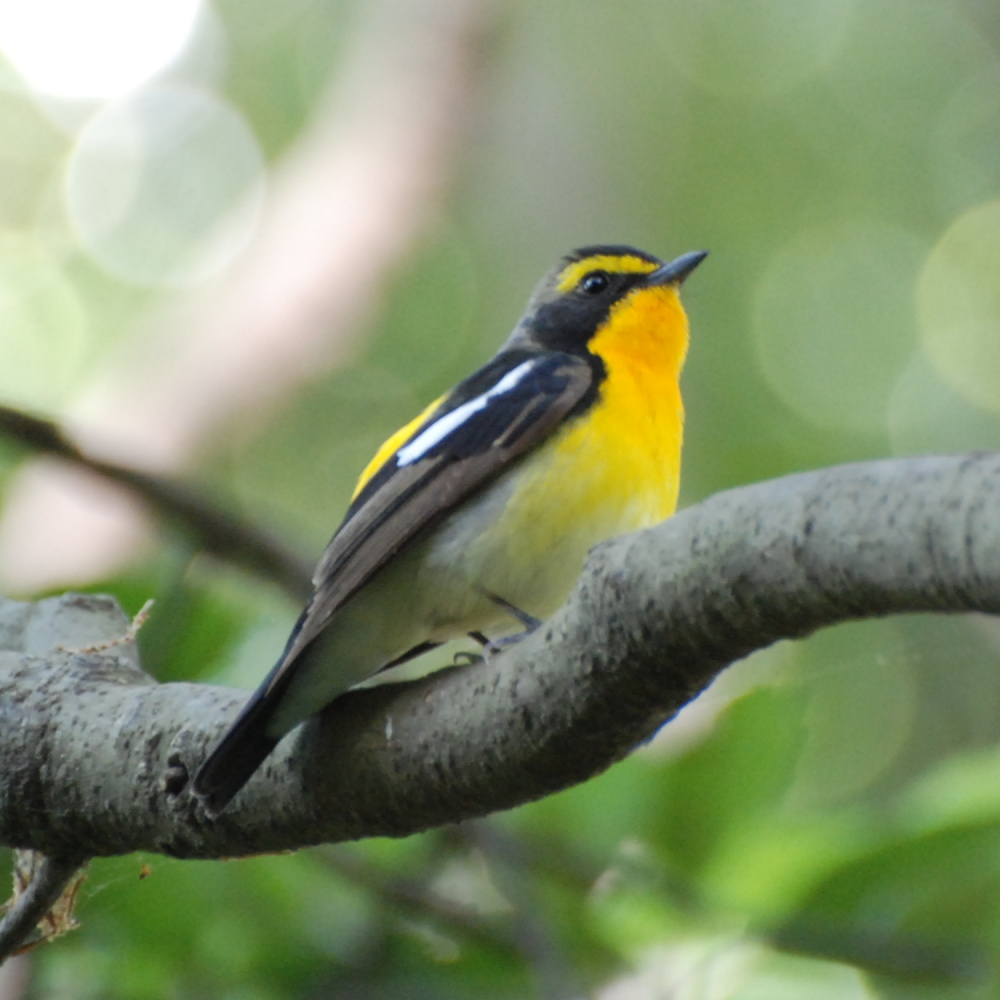
Narzissenschnäpper (Männchen) in Osaka

Die Art ernährt sich vornehmlich von Insekten, welche sie im Flug fängt oder von Blättern pickt. Insbesondere Schmetterlingsraupen stehen dabei auf dem Speiseplan, denen der Narzissenschnäpper laut einer Studie von 2002 ab Mitte Juni von den Baumkronen auf den Boden des Waldes folgt. Im Herbst ernährt sich der Narzissenschnäpper gelegentlich auch von Beeren und Samen.
Paarung und Brut finden zwischen Mitte April und Anfang Juli statt. Für den Bau des tropfenförmigen Nestes werden vor allem Japanische Hemlocktannen gewählt. Die Nester werden bevorzugt in Baumhöhlen, Spalten oder insbesondere in toten Bäumen aus verwelkten Blättern, Moos, Haaren und anderem Pflanzenmaterial angelegt in einer durchschnittlichen Höhe von 7,3 m angelegt. Auch Nistkästen werden gerne angenommen.

## Taxonomie
Die ursprünglich als Unterart des Narzissenschnäppers klassifizierte Ficedula elisae und der Ryūkyū-Schnäpper (Ficedula owstoni) werden heute größtenteils als eigene Arten angesehen. Die 1999 beschriebene Art Ficedula beijingnica hat sich als subadulte Form von Ficedula elisae herausgestellt. Während der Narzissenschnäpper in seinem Bestand nicht gefährdet ist, könnten weitere Studien zur Eigenständigkeit von F. elisae und F. owstoni feststellen, ob diese aufgrund ihrer geringen Verbreitung besondere Schutzmaßnahmen benötigen.